# イキケ地震 (2014年)
イキケ地震（スペイン語: Terremoto de Iquique、英語: Iquique earthquake）は、2014年4月1日にチリ沖で発生したマグニチュード8.2の地震である。震央はチリ北部沿岸イキケから83kmの沖合。
震央近くでは1868年にマグニチュード8.5-9.0と推定されるアリカ地震、1877年にマグニチュード8.3-9.0と推定されるイキケ地震がそれぞれ発生している。
現地時間4月2日午後11時43分頃には、余震とみられるマグニチュード7.6の地震が発生した。
地震発生から19分後にイキケで2.55m、1時間9分後にピサグアで2.01mの津波が観測された。また、ハワイでは現地時間4月2日午前3時40分にハワイ島のヒロで58cm、マウイ島のカフルイで52cmの津波が、日本でも4月3日に久慈市で60cm、えりも町・大洗町で30cm、釜石市・仙台市・石巻市・相馬市・八丈島・父島で20cmの津波が観測されるなどした。

## 被害
この地震により、建物の下敷きや心臓発作などでタラパカ州で6人が死亡し、2600棟以上の住宅が損壊した。ペルーでも9人が負傷した。また、イキケでは刑務所から女性受刑者約300人が地震の混乱に乗じて脱走した。

## 日本において観測された津波
前述の通り、日本でも太平洋沿岸の各地に津波注意報が発表され各地で津波を観測した。津波注意報が発表されなかった地域でも津波が観測された沿岸がある。その高さは次の通り。
| 津波予報区の名称                            | 予報区内で観測された津波の高さ |
| ------------------------------------------- | ------------------------------ |
| 岩手県                                      | 55 cm                          |
| 茨城県                                      | 30 cm                          |
| 高知県 (津波注意報は出ていない)             | 25 cm                          |
| 宮城県                                      | 24 cm                          |
| 北海道太平洋沿岸中部                        | 23 cm                          |
| 伊豆諸島                                    | 20 cm                          |
| 福島県                                      | 19 cm                          |
| 和歌山県 (津波注意報は出ていない)           | 19 cm                          |
| 北海道太平洋沿岸東部                        | 18 cm                          |
| 青森県太平洋沿岸                            | 18 cm                          |
| 小笠原諸島                                  | 18 cm                          |
| 宮崎県 (津波注意報は出ていない)             | 18 cm                          |
| 種子島・屋久島地方 (津波注意報は出ていない) | 18 cm                          |
| 北海道太平洋沿岸西部                        | 16 cm                          |
| 千葉県内房 (津波注意報は出ていない)         | 15 cm                          |
| 三重県南部 (津波注意報は出ていない)         | 15 cm                          |
| 奄美群島・トカラ列島                        | 15 cm                          |
| 静岡県 (津波注意報は出ていない)             | 14 cm                          |
| 愛知県外海 (津波注意報は出ていない)         | 14 cm                          |
| 徳島県 (津波注意報は出ていない)             | 14 cm                          |
| 鹿児島県東部 (津波注意報は出ていない)       | 12 cm                          |
| 沖縄本島地方 (津波注意報は出ていない)       | 08 cm                          |
| 千葉県九十九里・外房                        | 07 cm                          |
| 伊勢湾・三河湾 (津波注意報は出ていない)     | 06 cm                          |